# Narcos: Rise of the Cartels
Narcos: Rise of the Cartels ist ein vom Kuju Entertainment entwickeltes rundenbasiertes Strategiespiel und basiert auf der ersten Staffel der Historien-Dramaserie Narcos. Die weltweite Veröffentlichung erfolgte am 19. November 2019 durch Curve Digital für Nintendo Switch, PlayStation 4, Windows und Xbox One.

## Beschreibung
Die Handlung spielt während der Geschehnisse der ersten Staffel der Serie Narcos. Der Spieler kann wahlweise auf Seiten der Narcos (spanische Kurzform für Dealer oder Drogenhändler) den Aufstieg Pablo Escobars und des Medellín-Kartells vorantreiben oder auf Seiten der US-Drogenpolizei DEA diese bekämpfen. Diverse Schauplätze und Charaktere der Spielwelt wurden der Serie nachempfunden. Das Spielprinzip lehnt sich an gängige Prinzipien der Rundenstrategie an: Der Spieler steuert einen Trupp bewaffneter Kämpfer durch begrenzte Level-Areale. Dabei spielen Positionierung, Ausrüstung und geschickte Ausnutzung des Terrains eine bedeutende Rolle. Anders als bei gängigen Genrevertretern kann der Spieler pro Runde jedoch nur einer Spielfigur einen Bewegungsbefehl geben. Das gilt auch für den computergesteuerten Gegenspieler, erhöht allerdings den Herausforderungsgrad, da gängige Taktiken wie Flankierungsmanöver dadurch erschwert sind.

## Entwicklung
Bereits im März des Jahres 2018 wurde bekannt, dass die Serie Narcos eine Spielumsetzung für PC und Konsolen erhalten soll, zu der erstmals im November 2018 diverse Details zum Spiel und Angaben zum Release-Termin bekannt gegeben wurden.

## Rezeption
Narcos: Rise of the Cartels hat national und international unterdurchschnittliche Bewertungen erhalten. Die Versionen für den PC und Nintendo Switch wurden dabei auf der Seite für Wertungsaggregation Metacritic deutlich schlechter bewertet als die für PlayStation 4 und Xbox One.

„Narcos: Rise of the Cartels ist leider ein Paradebeispiel für eine lieblose Spielumsetzung. Die Handlung, die Charaktere und die gesamte Prämisse der Serie würde so viel hergeben, was sich für ein Spiel, dass [sic!] den Kampf zwischen Gesetz und Unterwelt in den Fokus setzt, anbieten würde. Stattdessen erwartet euch hier ein ziemlich belangloses Rundenstrategiespiel, dass [sic!] nicht nur durch mangelnde Missionsvielfalt glänzt, sondern gleichzeitig auch eine unfaire KI, nicht ganz durchdachte Gameplayelemente sowie diverse Bugs und Glitches mit sich bringt, die einem den Spielspaß gehörig verderben können.“

„Narcos ist kein Totalausfall. Im Kern steckt hier was Gutes drin, das seine Momente hat und dann Spaß macht. Um den dann im nächsten Moment mit einer frustrierenden Situation wieder vergessen zu machen. Eine Menge ungenutztes Potential liegt hier begraben, ich wünschte die Entwickler hätten es besser genutzt. Die Thematik bietet sich für diese Art von Gameplay perfekt an. Die Strategie und Taktik, dazu der Planungsaspekt und das Erfolgsgefühl, die XCOM ausmachen und die Narcos gebraucht hätte, kommen hier nicht zur Geltung.“